# NGC 96

NGC 96

 إن جي سي 96 أو NGC 96 هي مجرة في كوكبة المرأة المسلسلة اكتشفت في 24 أكتوبر 1884.

## روابط خارجية
- NGC 96 على موقع ويكي سكاي: DSS2, SDSS, GALEX, IRAS, Hydrogen α, X-Ray, Astrophoto, Sky Map, Articles and images